# Laura Alonso Padin
Laura Alonso Padin (Vilagarcía de Arousa, 2. siječnja 1976.) je španjolska operna pjevačica. Karijeru je započela 1999. godine u essenskom kazalištu Aalto.

## Vanjske poveznice
- Službene stranice